# Redskin (film)
Redskin è un film western del 1929 diretto da Victor Schertzinger, tratto da un soggetto di Elizabeth Pickett ispirato alla figura dell'atleta indiano Jim Thorpe. Viene considerato l'ultimo film muto della Paramount Pictures, sebbene il sonoro L'intruso di Lothar Mendes e Roy Pomeroy fosse stato proiettato in anteprima a Los Angeles circa tre mesi prima.
Una copia della pellicola dell'American Film Institute è conservata nella Biblioteca del Congresso statunitense.

## Trama
Wing Foot è un giovane Navajo che lascia la sua tribù per frequentare la scuola di preparazione e il college. Quando la sua unica amica Corn Blossom parte per tornare al suo villaggio, Wing Foot decide di fare lo stesso, ma si ritrova non meno emarginato di quanto lo fosse tra i bianchi. Il giovane ha rinunciato alle loro usanze e credenze, diventando un reietto tra la sua stessa gente. Dopo essere andato nel villaggio rivale alla ricerca di Corn Blossom, promessa sposa ad un uomo che non ama, Wing Foot è costretto a fuggire nel deserto dove scopre la presenza del petrolio. Purtroppo, anche i cercatori bianchi fanno la stessa scoperta...

## Produzione
Il film venne girato tra Nuovo Messico, Arizona e California. Tra le location ci sono il Canyon de Chelly, la Indian Boarding School di Chinle, l'antico villaggio di Acoma Pueblo e lo Sherman Indian Institute di Riverside.

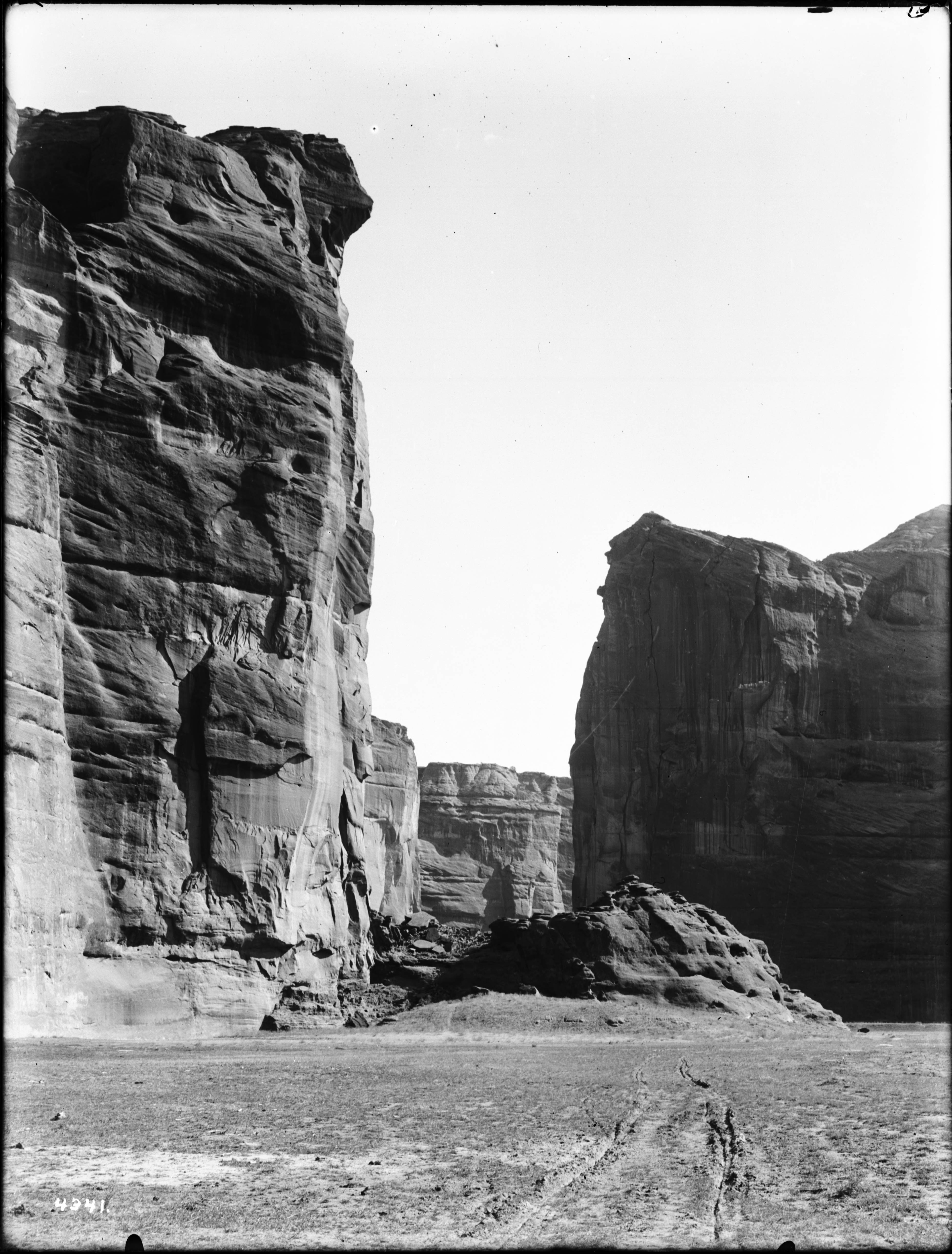
Il Canyon de Chelly National Monument, una delle location.

Le sequenze ambientate nella riserva indiana furono realizzate con il sistema Technicolor a due colori, mentre il resto del film venne fotografato con sistema monocromatico. Il motivo è che la lavorazione si rivelò più costosa del previsto e il regista Victor Schertzinger ricevette l'ordine di completare il film in bianco e nero.
Per il ruolo di Corn Blossom fu inizialmente scelta Louise Brooks, all'epoca una delle attrici più in vista di Hollywood: «Feci un provino con Richard Dix, ma non volevo quell'orrendo trucco da indiana con la parrucca di traverso. Allora mi dissero: "Per punizione, farai La canarina assassinata, dove sarai semplicemente la donna che viene uccisa", e io: "Benissimo, basta non andare in una riserva indiana con Richard Dix". Aveva sempre i postumi di una sbornia...» Vennero quindi fatti più di 200 provini prima che la Paramount si decidesse a favore dell'esordiente Julie Carter, nel film accreditata come Gladys Belmont.
Il regista e storico del cinema Kevin Brownlow ha avuto in seguito l'occasione di parlare con l'attrice: «Un caldo insopportabile, si viveva fra tende, sabbia e cactus», ha raccontato a proposito delle scene girate in Nuovo Messico, «per arrivare in cima all'altopiano bisognava arrampicarsi a forza di braccia lungo un crepaccio. Per sfuggire alla calura dovevamo partire per le riprese alle 6 e mezzo del mattino. Gli indiani erano molto disponibili, ma non si trattava di scattare istantanee. Non ho mai capito come siano riusciti a far loro affrontare la macchina da presa».

## Distribuzione
Il film venne distribuito negli Stati Uniti dal 23 febbraio 1929. Durante la première, avvenuta il 26 gennaio al Criterion Theatre di New York, gli ultimi sei minuti furono mostrati con un formato widescreen chiamato Magnascope.
In anni recenti è stato proiettato in alcuni festival internazionali:
- Filmex - Los Angeles International Film Exposition, nella sezione "Treasures from AFI" (aprile 1981).[7]
- Tribeca Film Festival (maggio 2003).
- Prague International Film Festival - Febiofest  (26 gennaio 2003).
- Festival internazionale del cinema di Berlino, nella retrospettiva intitolata "Il glorioso Technicolor - Dalla George Eastman House e oltre" (febbraio 2015)

Al Tribeca e al Febiofest di Praga il film è stato proiettato con l'accompagnamento musicale del duo alternative country National Braid, formato dagli artisti di origina indiana Brad Kahlhamer e Laura Ortman.

### Date di uscita
- USA (Redksin) - 23 febbraio 1929
- Francia (Le réprouvé) - 6 dicembre 1929
- Irlanda (Redksin) - 24 gennaio 1930
- Finlandia (Punanahkain poika) - 24 marzo 1930
- Estonia (Punanahk) - 19 aprile 1930
- Portogallo (O Pele-Vermelha) - 7 luglio 1930
- Unione Sovietica (Краснокожий) - 18 agosto 1931